# Plocaria
Plocaria nom. rejic., rod crvenih algi iz porodice Gracilariaceae, vodi se kao sinonim za Gracilaria. Postoje dvije vrste koje su priznate na temelju literature o njima.  Obje vrste su morske.

## Vrste
1. Plocaria aculeata (Kützing) P.Crouan & H.Crouan
2. Plocaria virescens Zanardini